# Division Nationale 2016-17
La División Nacional de Luxemburgo 2016-17 fue la edición número 103 de la División Nacional de Luxemburgo. La temporada comenzó el 6 de agosto de 2016 y terminó el 21 de mayo de 2017. F91 Dudelange se proclamó campeón.

## Sistema de competición
Los catorce equipos participantes jugaron entre sí todos contra todos dos veces totalizando 26 partidos cada uno. Al final de la temporada el primer clasificado obtuvo un cupo para la segunda ronda de la Liga de Campeones 2017-18. El segundo y tercer clasificado obtuvieron un cupo a la primera ronda de la  Liga Europa 2017-18. El último y penúltimo clasificado descendieron a la División de Honor  2017-18, mientras que el duodécimo primer clasificado jugó el Play-off de relegación contra el tercer clasificado de la División de Honor 2016-17 que determinó quien de los dos jugará en la Division Nationale la próxima temporada.
Un tercer cupo para la Liga Europa 2017-18 fue asignado al campeón de la Copa de Luxemburgo.

## Ascensos y descensos
| Pos. | de Segunda División 2015-16 |
| ---- | --------------------------- |
| 1    | Käerjéng 97                 |
| 2    | Pétange                     |
| PO   | Jeunesse Canach             |

| Pos. | de Division Nationale 2015-16 |
| ---- | ----------------------------- |
| PO   | Wiltz 71                      |
| 13   | Etzella Ettelbruck            |
| 14   | Grevenmacher                  |

## Equipos participantes
| Equipo             | Ciudad       | Estadio                      | Capacidad |
| ------------------ | ------------ | ---------------------------- | --------- |
| Differdange 03     | Differdange  | Thillenberg                  | 6.000     |
| F91 Dudelange      | Dudelange    | Jos Nosbaum                  | 4.650     |
| Fola Esch          | Esch Alzette | Emile Mayrisch               | 3.900     |
| Ham Benfica        | Hamm         | Luxembourg-Cents             | 2.800     |
| Jeunesse Canach    | Canach       | Stade Rue de Lenningen       | 1.000     |
| Jeunesse d'Esch    | Esch Alzette | La Frontière                 | 4.200     |
| Käerjéng 97        | Bascharage   | Um Beschel                   | 1.100     |
| Mondorf-les-Bains  | Mondorf      | Stade John Grün              | 3.600     |
| Pétange            | Pétange      | Stade Municipal              | 2.400     |
| Progrès Niedercorn | Differdange  | Jos Haupert                  | 2.800     |
| Racing Union       | Luxemburgo   | Stade Achille Hammerel       | 5.814     |
| Rumelange          | Rumelange    | Stade municipal de Rumelange | 3.000     |
| Strassen           | Strassen     | Complexe Sportif Jean Wirtz  | 1.500     |
| Victoria Rosport   | Rosport      | VictoriArena                 | 1.000     |

## Tabla de posiciones
| Pos. | Equipo             | Pts. | PJ | G  | E | P  | GF | GC | Dif. | Clasificación 2017–18                 |
| ---- | ------------------ | ---- | -- | -- | - | -- | -- | -- | ---- | ------------------------------------- |
| 1    | F91 Dudelange (C)  | 65   | 26 | 20 | 5 | 1  | 68 | 14 | +54  | Segunda ronda de la Liga de Campeones |
| 2    | Differdange 03     | 65   | 26 | 20 | 5 | 1  | 65 | 21 | +44  | Primera ronda de la Liga Europa       |
| 3    | Fola Esch          | 56   | 26 | 16 | 8 | 2  | 69 | 34 | +35  | Primera ronda de la Liga Europa       |
| 4    | Progrès Niedercorn | 44   | 26 | 13 | 5 | 8  | 57 | 38 | +19  | Primera ronda de la Liga Europa       |
| 5    | Strassen           | 37   | 26 | 11 | 4 | 11 | 39 | 47 | −8   |                                       |
| 6    | Pétange            | 35   | 26 | 10 | 5 | 11 | 38 | 33 | +5   |                                       |
| 7    | Mondorf-les-Bains  | 30   | 26 | 9  | 3 | 14 | 29 | 45 | −16  |                                       |
| 8    | Jeunesse Esch      | 29   | 26 | 7  | 8 | 11 | 38 | 49 | −11  |                                       |
| 9    | Victoria Rosport   | 28   | 26 | 8  | 4 | 14 | 38 | 54 | −16  |                                       |
| 10   | Racing Union       | 27   | 26 | 8  | 3 | 15 | 38 | 52 | −14  |                                       |
| 11   | Hamm Benfica       | 26   | 26 | 7  | 5 | 14 | 29 | 47 | −18  |                                       |
| 12   | Jeunesse Canach    | 23   | 26 | 5  | 8 | 13 | 30 | 54 | −24  | Promoción por la permanencia          |
| 13   | Rumelange          | 23   | 26 | 5  | 8 | 13 | 29 | 53 | −24  | Desciende a División de Honor 2017-18 |
| 14   | Käerjéng 97        | 22   | 26 | 7  | 1 | 18 | 37 | 63 | −26  | Desciende a División de Honor 2017-18 |

Actualizado a los partidos jugados el 21 de mayo de 2017.
 Fuente: Soccerway
Notas:
1. ↑  Tras ganar la Copa de Luxemburgo, el F91 Dudelange obtiene una plaza para participar en la Liga Europa 2017-18 pero, al encontrarse este equipo clasificado a través de su posición de Liga para disputar la liga de campeones, la plaza obtenida a través de la Copa recae sobre el cuarto clasificado.

### Resultados cruzados
| Local \ Visitante  | D03 | F91 | FOL | HAM | JCA | JES | KAE | MON | PET | PRO | RAC | RUM | STR | VIC |
| ------------------ | --- | --- | --- | --- | --- | --- | --- | --- | --- | --- | --- | --- | --- | --- |
| Differdange 03     | —   | 0–0 | 2–0 | 1–0 | 5–1 | 3–1 | 6–2 | 6–0 | 1–0 | 2–0 | 3–2 | 2–0 | 4–1 | 6–2 |
| F91 Dudelange      | 0–1 | —   | 5–2 | 3–0 | 6–1 | 5–1 | 1–0 | 1–0 | 3–0 | 4–0 | 4–0 | 3–2 | 3–0 | 3–0 |
| Fola Esch          | 1–1 | 2–2 | —   | 3–2 | 2–2 | 2–2 | 4–2 | 1–0 | 3–1 | 1–1 | 4–1 | 7–1 | 5–0 | 3–1 |
| Hamm Benfica       | 1–3 | 0–3 | 1–1 | —   | 2–0 | 1–3 | 1–2 | 2–0 | 0–1 | 0–3 | 2–3 | 0–0 | 1–1 | 2–1 |
| Jeunesse Canach    | 0–1 | 0–2 | 3–4 | 4–1 | —   | 1–1 | 2–0 | 1–1 | 0–4 | 0–5 | 3–2 | 3–1 | 1–3 | 0–2 |
| Jeunesse Esch      | 1–0 | 0–3 | 0–3 | 1–1 | 2–2 | —   | 3–1 | 1–3 | 2–1 | 0–2 | 1–2 | 3–0 | 1–1 | 2–2 |
| Käerjéng 97        | 3–5 | 1–1 | 0–4 | 6–0 | 3–1 | 1–4 | —   | 1–0 | 0–3 | 2–4 | 0–3 | 4–3 | 0–2 | 2–3 |
| Mondorf-les-Bains  | 0–3 | 1–1 | 1–3 | 1–2 | 3–0 | 1–0 | 2–1 | —   | 0–2 | 2–0 | 2–1 | 0–0 | 0–3 | 2–1 |
| Pétange            | 0–1 | 1–1 | 1–1 | 1–2 | 0–0 | 6–2 | 3–1 | 2–1 | —   | 0–3 | 1–1 | 1–2 | 0–3 | 2–0 |
| Progrès Niedercorn | 1–2 | 1–2 | 2–2 | 4–1 | 2–2 | 1–1 | 0–2 | 1–2 | 0–2 | —   | 2–1 | 4–0 | 5–1 | 3–1 |
| Racing Union       | 0–2 | 1–2 | 0–2 | 2–1 | 1–0 | 1–2 | 3–0 | 3–1 | 0–4 | 4–5 | —   | 1–1 | 1–0 | 1–2 |
| Rumelange          | 0–0 | 0–3 | 1–3 | 0–0 | 1–1 | 3–2 | 2–1 | 5–2 | 0–0 | 1–3 | 1–1 | —   | 0–2 | 3–1 |
| Strassen           | 4–4 | 0–3 | 1–3 | 0–5 | 0–2 | 1–1 | 2–0 | 3–1 | 3–1 | 1–3 | 3–0 | 2–0 | —   | 0–2 |
| Victoria Rosport   | 1–1 | 0–4 | 1–3 | 0–1 | 0–0 | 2–1 | 1–2 | 1–3 | 3–1 | 2–2 | 4–3 | 4–2 | 1–2 | —   |

## Play-off de relegación
Será jugado entre el décimo segundo de la liga y el tercero de la Éirepromotioun 2016-17.
| 25 de mayo | Jeunesse Canach  | 2:2 (2:1) (t. s.)(2:4 p.) | Hostert                     | Stade John Grün, Mondorf-les-Bains |                            |
|            | - Sy Seck 8' 20' | Reporte                   | - 12' Stumpf - 51' Rougeaux | Árbitro(s): Frank Bourgnon         | Árbitro(s): Frank Bourgnon |

| US Hostert Asciende a División Nacional | Jeunesse Canach Desciende a Éirepromotioun |

## Goleadores
Actualizado el 21 de mayo de 2017.
| Pos. | Jugador                | Equipo             | Goles |
| ---- | ---------------------- | ------------------ | ----- |
| 1    | Omar Er Rafik          | Differdange 03     | 26    |
| 2    | Rémi Laurent           | Progrès Niedercorn | 24    |
| 3    | David Turpel           | F91 Dudelange      | 21    |
| 4    | Samir Hadji            | Fola Esch          | 20    |
| 5    | Aleksandr Karapetyan   | Victoria Rosport   | 19    |
| 6    | Bertino Cabral Barbosa | Ham Benfica        | 16    |
| 7    | Mickaël Jager          | UNA Strassen       | 15    |